# Aeroporto de Budapeste Ferenc Liszt
O Aeroporto Internacional de Budapeste Ferenc Liszt (em húngaro:  Budapest Liszt Ferenc Nemzetközi Repülőtér) (IATA: BUD, ICAO: LHBP), anteriormente conhecido como "Aeroporto Internacional de Budapeste Ferihegy" e ainda comumente chamado apenas "Ferihegy", é o aeroporto internacional que serve a capital húngara de Budapeste. É o maior dos quatro aeroportos comerciais do país. O aeroporto está localizado a 16 quilômetros a leste-sudeste do centro de Budapeste e foi rebatizado em 25 de março de 2011, em homenagem a Ferenc Liszt, por ocasião do 200º aniversário de seu nascimento.